# Hydrosteer
Hydrosteer était le nom donné par Hydrosteer Limited de Luton, Angleterre, (plus tard Cam Gears Ltd) à son système de direction assistée pour automobile, qui fut produit pour la première fois en 1961.
Il était basé sur un système à came et cheville et se caractérise par sa conception entièrement intégrée et son rapport de direction variable. Cette configuration fournissait aux industriels de l'automobile une conception de modification simple permettant d'offrir la direction assistée en option aux voitures équipées d'un boîtier de direction classique à came et cheville. Il fut adapté à plusieurs automobiles de luxe de l'époque, principalement britanniques. La production continua jusqu'en 1973, et un peu plus de 105 000 unités furent produites. En tant qu'assistance de « première génération », les demandes ont quelque peu varié dans le paramétrage du système en fonction de la dynamique du véhicule. Le système est tombé en désuétude quand les directions assistées à pignon et crémaillère ont gagné en popularité.
Le système Hydrosteer des années 1960 ne doit pas être confondu avec Hydrosteer Pty Ltd, une société australienne fondée en 1981 en tant que fournisseur de technologie de direction de camion lourd dans ce pays.

## Adoption
Le système de direction assistée Hydrosteer fut notamment monté sur les véhicules suivants :
- Austin Westminster A110 (en option)
- Facel Vega II (en option)
- Humber Super Snipe de la Série V (en option)
- Humber Impériale
- Rover P5, 3 Litres Mark 1a (en option)
- Rover P5, 3 Litres Mark 2 Berline et Coupé
- Rover P5, 3 Litres Mark 3 Berline et Coupé
- Rover P5B de 3,5 Litres Berline et Coupé
- Vanden Plas Princess 3 Litres Mk II (en option)
- Vanden Plas Princess 4 Litres R
- Wolseley 6/110 (en option).

## Opération
Le système Hydrosteer était basé sur un mécanisme classique came et doigt (ou came et cheville), sauf que la came est entourée par la jupe de piston dans le corps du boîtier de direction. La puissance hydraulique de la pompe de direction assistée est transmise directement par le piston au support de la cheville. Une valve hydraulique se déplace le long de l'axe de la came en réponse à la direction du mouvement du volant, appliquant la pression d'huile à un côté ou l'autre du piston selon la direction du volant, et la charge sur les axes d'entrée et de sortie.
Le chemin de la came n'est pas une hélice  régulière, mais varie en fonction de la hauteur de l'angle et de la profondeur. La variation du rapport de direction entre la ligne droite et le braquage complet résulte de la variance de l'angle de prise sur la piste. Plus le volant est tourné, plus le rapport de direction devient faible. Dans la Rover P5B, par exemple, le rapport de la puissance de l'assistance était de 16:1 en ligne droite et de 11,3:1 au braquage complet. Le volant devient plus « dur » en virage.
L'effet de l'assistance variable donne une direction très légère et détendue en ligne droite, avec augmentation de la réaction en virage. Le système fut conçu pour être fail-safe, à l'abri de la panne, afin que le conducteur puisse toujours être en mesure de conduire en cas de défaillance du système d'assistance.

## Avantages et inconvénients
Le principal avantage du système Hydrosteer est la réduction de l'effort du conducteur, en particulier à basse vitesse, ou quand beaucoup de virages sont impliqués. Aussi, le système Hydrosteer fut entièrement intégré dans le boîtier de direction, sans prises externes, lui donnant un avantage sur les systèmes antérieurs avec prises externes, qui avaient besoin de plus d'espace et étaient plus lourds.
Tout en étant en avance sur son temps, le système Hydrosteer avait certains inconvénients en commun avec tous les systèmes d'assistance à proportion variable de l'époque. C'était plus compliqué et plus cher à fabriquer qu'une assistance à rapport constant. Le système Hydrosteer fut également critiqué pour être bien trop léger dans la plupart des circonstances. Un article dans Car Magazine en janvier 1968 sur la Rover P5B a été particulièrement cinglant sur la légèreté et le manque de sensations de pilotage de l'Hydrosteer. Des critiques similaires sont apparues dans d'autres articles d'essai routier contemporains des Rover et Vanden Plas 4 Litres R. Les fabricants, qui auraient imposé à Hydrosteer le nombre de tours entre butées et le degré de puissance de l'assistance, sont probablement les premiers à blâmer.
L'utilisation des systèmes Hydrosteer dans des voitures s'éteignit avec la génération de modèles des années 1960 qu'ils équipaient. Par exemple, la Rover P6B 3500S qui a suivi la Rover P5B utilisa le système à proportion variable Marles Varamatic, qui était légèrement plus lourd dans la plupart des cas que le système de la Rover P5 et procura sans doute plus de sensations de route, bien qu'il n'ait pas non plus pu survivre bien au-delà des années 1970.